# Oellschütz
Oellschütz ist ein Ortsteil der Stadt Groitzsch im Landkreis Leipzig (Freistaat Sachsen). Der Ort wurde 1948 nach Hohendorf und mit diesem 1974 nach Berndorf und 1996 in die Stadt Groitzsch eingemeindet.

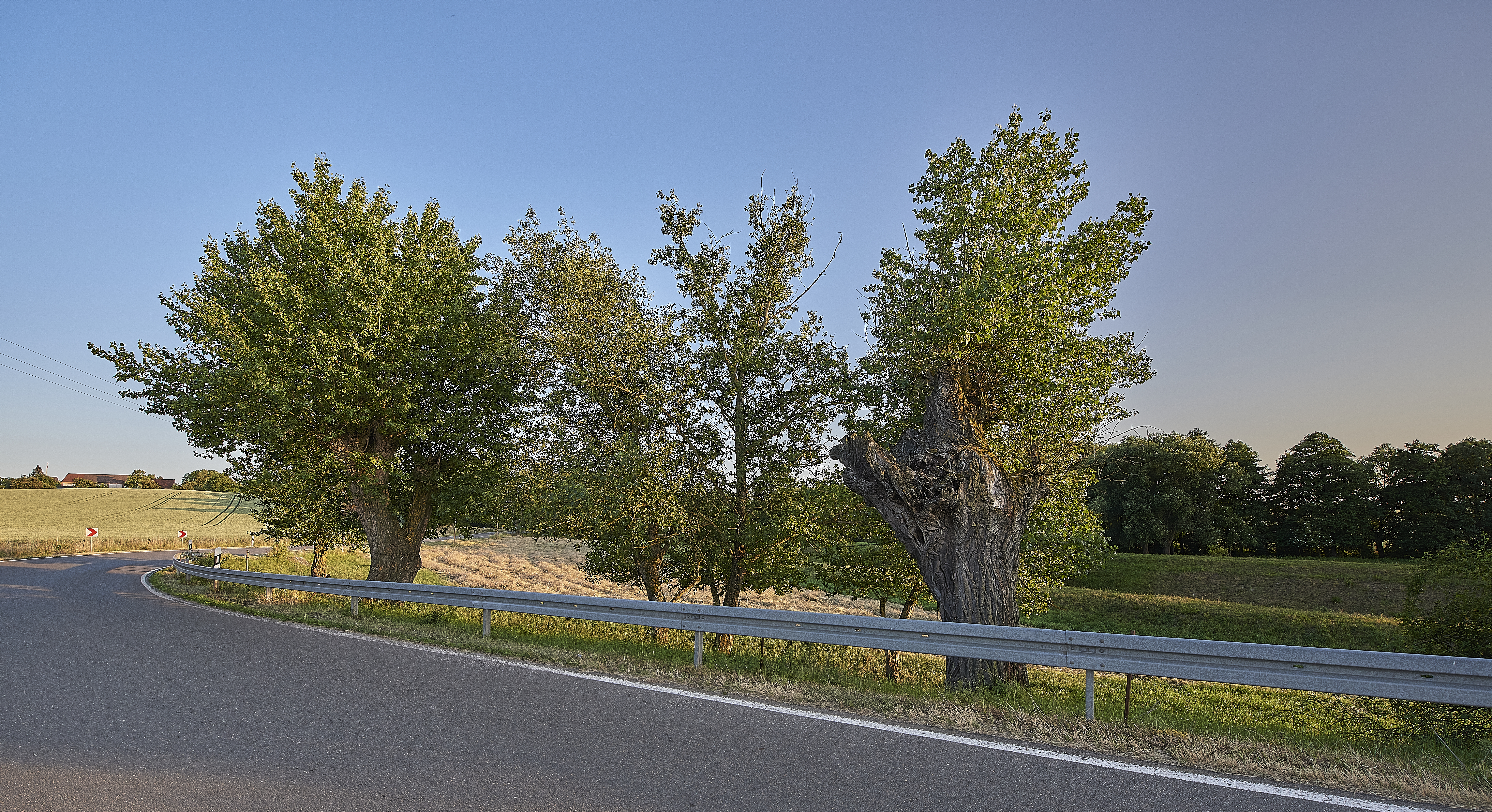
Im Landschaftsschutzgebiet Schnauderaue südlich von Oellschütz

## Geografie
Oellschütz befindet sich in der Leipziger Tieflandsbucht, sechs Kilometer südöstlich von Groitzsch. Der Ort liegt am Ostufer der Schnauder inmitten des Landschaftsschutzgebietes Schnauderaue. Oellschütz befindet sich im Mitteldeutschen Braunkohlerevier zwischen den zum Tagebau Vereinigtes Schleenhain gehörigen Abbaufeldern Schleenhain im Osten und Groitzscher Dreieck im Westen. Im Südwesten liegt der Groitzscher See.

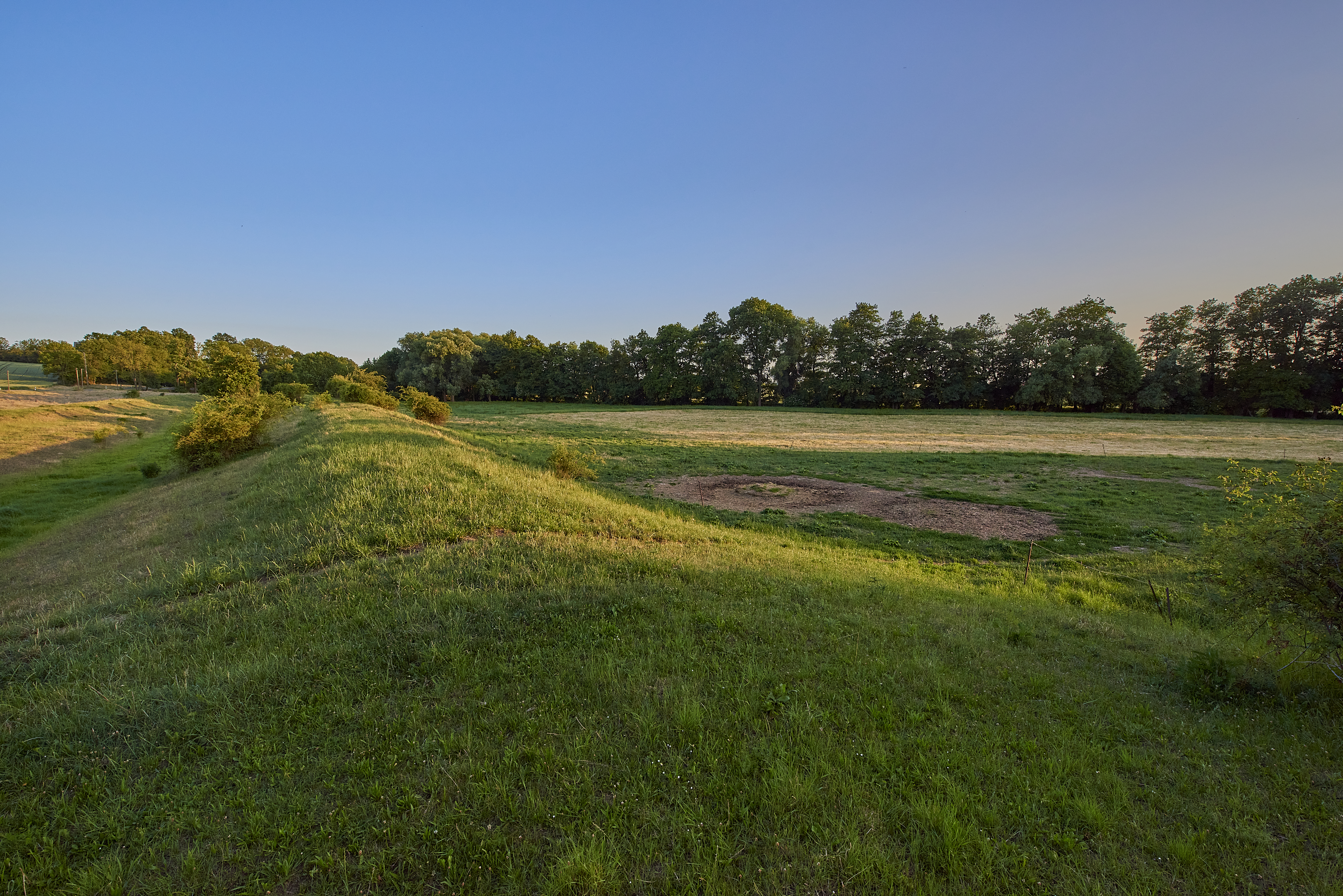
Im Landschaftsschutzgebiet Schnauderaue westlich von Oellschütz

## Geschichte
Der Rundweiler Oellschütz wurde 1312 als „Olsicz“ erwähnt. Der Ort lag bis 1856 wie der Nachbarort Langenhain im kursächsischen bzw. königlich-sächsischen Amt Pegau. Die Gerichtsbarkeit über Oellschütz lag um 1551 beim Rittergut Löbnitz und 1606 bzw. 1764 beim Rittergut Mausitz. Ab 1856 gehörte der Ort zum Gerichtsamt Pegau und ab 1875 zur Amtshauptmannschaft Borna.
Am 1. Januar 1948 erfolgte die Eingemeindung nach Hohendorf. Mit dem Ort kam Oellschütz im Jahr 1952 zum Kreis Borna im Bezirk Leipzig und am 1. Januar 1974 zu Berndorf. Die Lage von Oellschütz im Mitteldeutschen Braunkohlerevier wirkte sich in Zeiten der DDR negativ auf den Ort aus. Während der Tagebau Schleenhain (1949–1991) im Osten des Orts vorbei zog, lag der westliche Nachbarort Langenhain im geplanten Abbaugebiet des 1974 aufgeschlossenen Tagebaus Groitzscher Dreieck. Durch die mit der Deutschen Wiedervereinigung 1989/90 einhergehende wirtschaftliche Veränderung blieb der Nachbarort durch die vorzeitige schnelle Stilllegung des Tagebaus Groitzscher Dreieck zum 20. Dezember 1991 von der Abbaggerung verschont.
Als Ortsteil von Berndorf kam Oellschütz im Jahr 1990 zum sächsischen Landkreis Borna und 1994 zum Landkreis Leipziger Land. Durch die am 1. Januar 1996 erfolgte Eingemeindung von Berndorf nach Groitzsch wurde Oellschütz ein Ortsteil der Stadt Groitzsch.
Das Gebiet westlich des Nachbarorts Langenhain soll ab 2030 als „Abbaufeld Groitzscher Dreieck“ des Tagebaus Vereinigtes Schleenhain wieder aufgefahren werden.

## Verkehr
Oellschütz ist mit der Kreisstraße 7951 mit den Städten Groitzsch und der bereits in Thüringen liegenden Stadt Lucka verbunden. Diese Kreisstraße bildet einen Straßenkorridor in Nord-Süd-Richtung in der Schnauderaue zwischen den ehemaligen Tagebauen Schleenhain und Groitzscher Dreieck. Im Norden mündet sie bei Großstolpen in die Bundesstraße 176 ein, welche wiederum ein Ost-West-Korridor durch den Tagebau Vereinigtes Schleenhain ist.